# Basilika St. Franziskus (Buenos Aires)

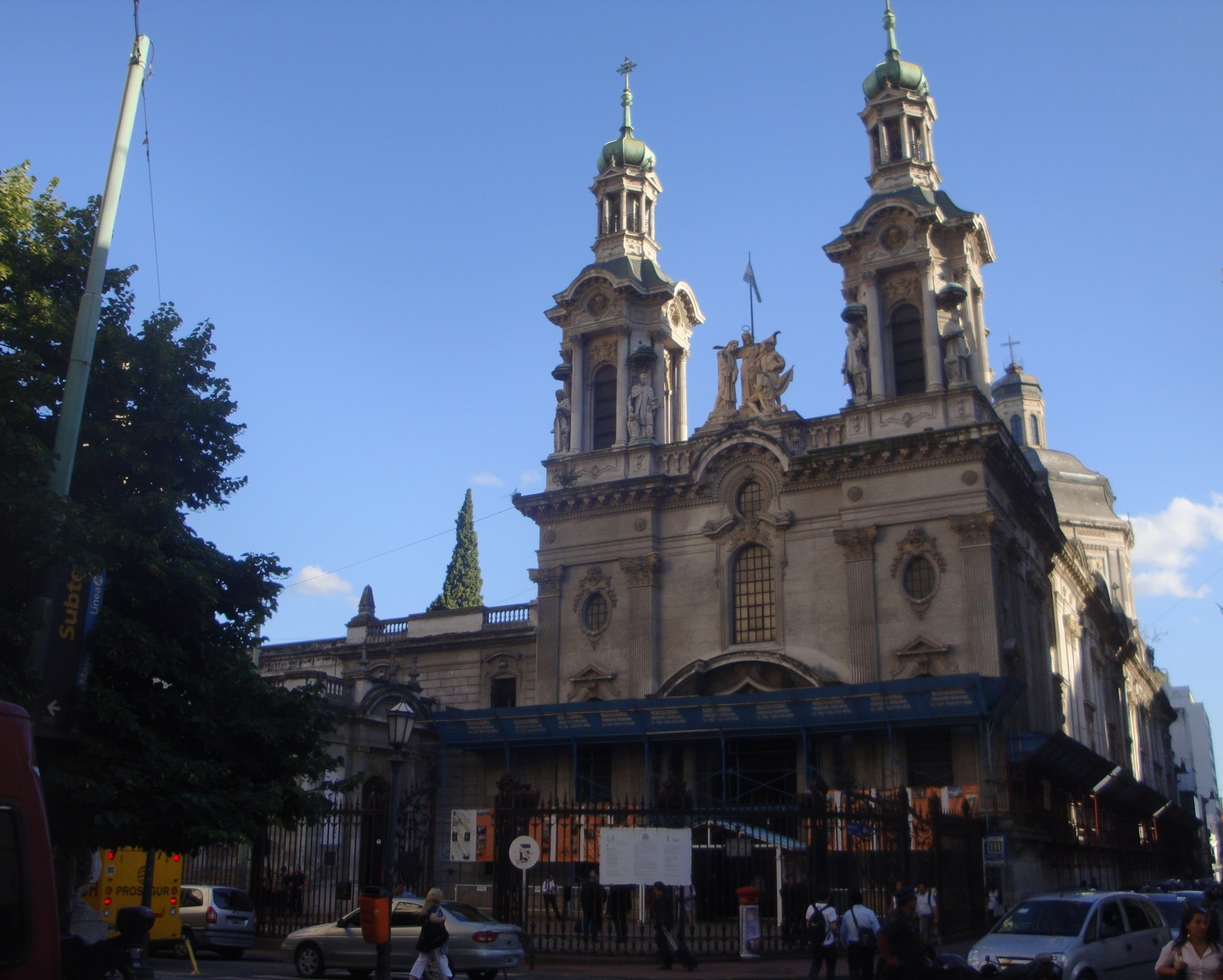
Fassade der Basilika

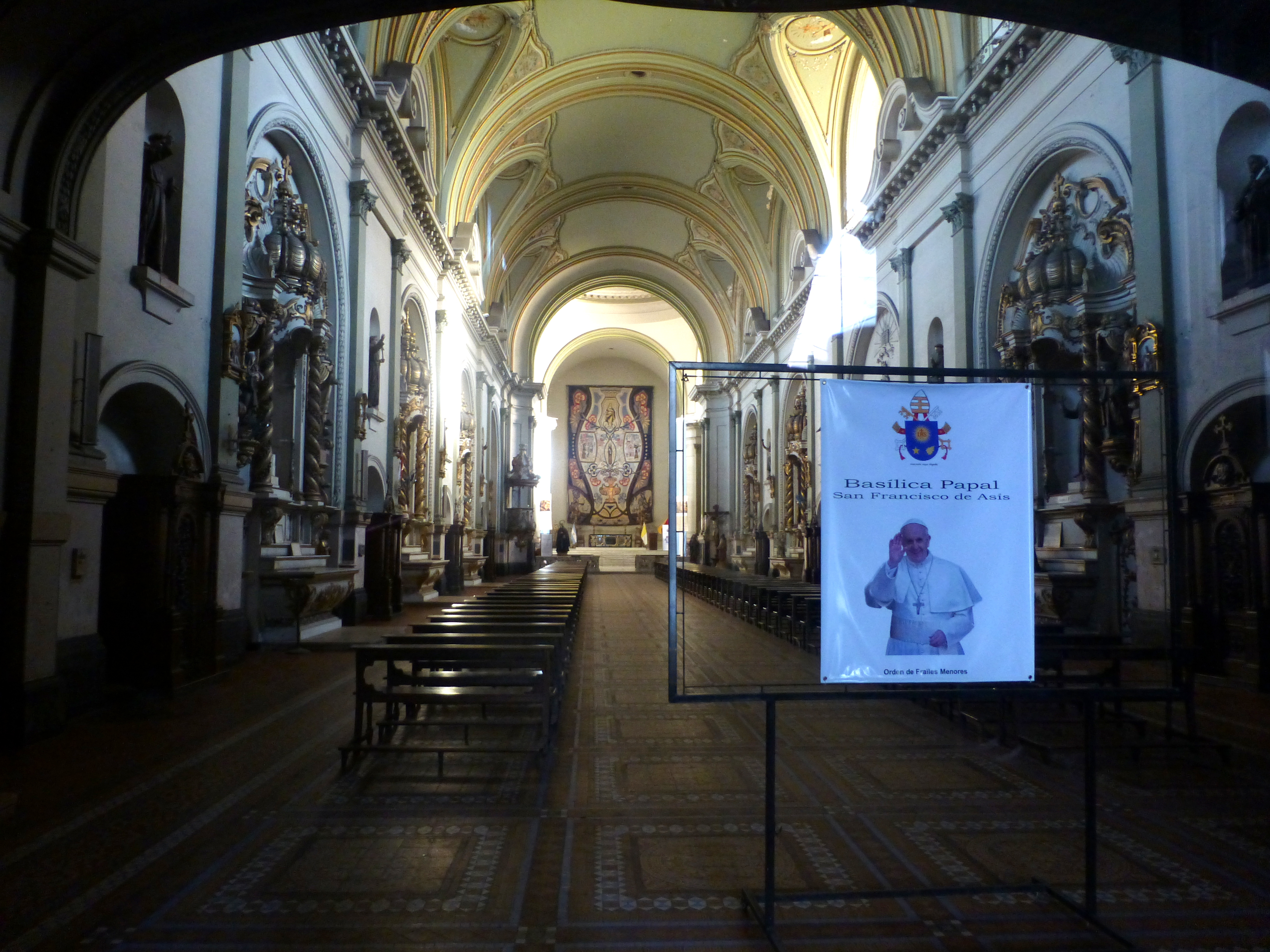
Innenraum

Die Franziskusbasilika (spanisch Basílica de San Francisco) ist eine Kirche im historischen Barrio Monserrat von Buenos Aires, Hauptstadt von Argentinien. Die Klosterkirche des Franziskaner ist ihrem Gründer, dem hl. Franz von Assisi gewidmet, sie trägt den Titel einer Basilica minor. und ist denkmalgeschützt. Das barocke Bauwerk stammt aus dem 18. Jahrhundert, wurde aber wesentlich umgestaltet.

## Geschichte
Der Konquistador Juan de Garay legte bei der Gründung von Buenos Aires 1580 im Stadtplan einen Block für das Franziskanerkloster fest, der Orden war von Kaiser Karl V. als erster in das Land gesandt worden. Die erste Kirche aus Holz und Lehm wurde hier Ende des 16. Jahrhunderts gebaut. Eine neue Kirche an der Stelle der heutigen Kapelle San Roque wurde zusammen mit dem Klostergebäude 1604 fertiggestellt. Die heutige Kirche wurde von dem aus Italien stammenden Jesuiten Andrea Bianchi entworfen und zwischen 1731 und 1754 gebaut. Aufgrund eines massiven Risses im Kirchenschiff wurde das Gebäude etwa fünfzehn Jahre später geschlossen und nach Reparaturen am 28. September 1783 neu geweiht. Am 14. Dezember 1807 brach die Fassade zusammen und der damalige Vizekönig Santiago de Liniers beauftragte den Architekten Tomás Toribio mit dem Wiederaufbau, der drei Jahre später im klassizistischen Stil begann.
Am 1. Dezember 1828 versammelte sich im Innenhof vor der Franziskuskirche und der Kapelle San Rocco eine Menge und ernannte Juan Lavalle zum neuen Gouverneur von Buenos Aires anstelle von Manuel Dorrego, der einige Wochen später von Lavalle erschossen wurde.
Zwischen 1907 und 1911 wurde die Fassade nach einem Entwurf des deutschen Architekten Ernst Sackmann vollständig im bayrisch-neobarocken Stil umgestaltet. Von der spanischen Kirche waren nur noch Altar und Mobiliar erhalten. Am 8. Januar 1919 erhob Papst Benedikt XV. die Kirche San Francesco in den Rang einer Basilica minor. 1942 wurden die Kirche und die Kapelle zum nationalen historischen Denkmal erklärt.
Nach der Bombardierung der Plaza de Mayo am 16. Juni 1955 verwüsteten und plünderten peronistische Demonstranten die Kirchen und Klöster in der Innenstadt von Buenos Aires. Die Franziskusbasilika erlitt schwere Schäden, im Inneren wurden durch einen Brand Möbel und Einrichtungsgegenstände zerstört. Das Gebäude war so beschädigt, dass es erst 1963 wieder für den Gottesdienst geöffnet werden konnte.

## Architektur
Die neobarocke Fassade hat ein einziges Portal mit einem gewölbten Risalit. An den Seiten ragen die beiden Glockentürme heraus, die jeweils von einer zwiebelförmigen Kuppel abgeschlossen werden. Der zentrale Teil der Fassade wird von einer Gruppe von Skulpturen überragt, die 1910 mit dem Heiligen Franz von Assisi zusammen mit Giotto, Dante Alighieri und Christoph Kolumbus dem deutschen Künstler Antonio Vögele geschaffen wurden. Die Kirche hat ein einziges Kirchenschiff mit flachen Seitenkapellen, das von einer Reihe von länglichen Gewölben bedeckt wird. Der Chor wird von einer Kuppel mit einem oktogonalen Tambour überragt. Nach dem Brand 1955 wurde der von Horacio Butler entworfene Wandteppich The glorification of St. Francis, nach der Kathedrale von Coventry in Großbritannien der zweitgrößte der Welt, als Hintergrund für den 8 × 12 Meter großen Hochaltar installiert. Die Cavaille Coll-Orgel wurde 1772 vom deutschen Orgelbauer Luis Oben aufgestellt und nach 1955 nicht wieder aufgebaut.
Die Kapelle San Roque wurde zwischen 1751 und 1762 nach Plänen der Architekten Andrés Blanqui, Antonio Masella und Vicente Muñoz erbaut.